# Codi d'Identificació de Màquina

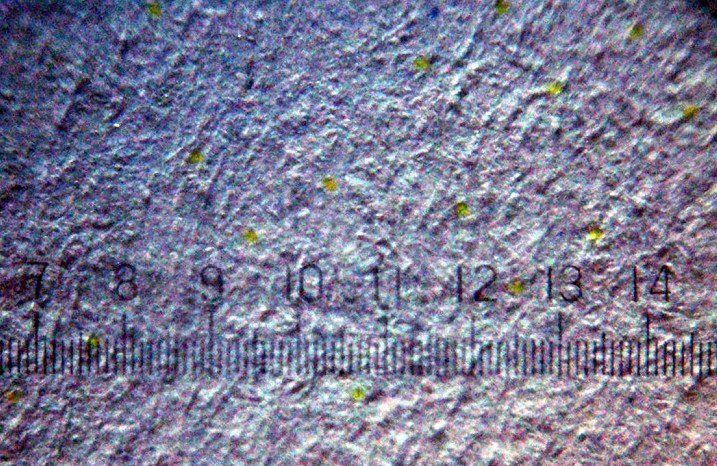
Punts hexagonals sobre paper blanc, produïts per una impressora làser en color (ampliada, amb un diàmetre de punt aproximadament 0,1 mm)

Un codi d'identificació de màquina (MIC), també conegut com a esteganografia de la impressora, punts grocs, punts de seguiment o punts secrets, és un marcatge numèric que determinades impressores i copiadores làser en color deixen a cada pàgina impresa, la qual cosa que permet identificar el dispositiu amb el qual es va imprimir i pot ajudar a identificar qui l'ha imprés. Ja va ser desenvolupada secretament per Xerox i Canon a mitjan anys vuitanta, i el gran públic 2004 en va descobrir l'existència. El 2018, científics van desenvolupar un programari de privadesa per anonimitzar impressions per a ajudar els alertadors que no volen ser identificats.

## Història
A mitjan anys vuitanta, Xerox va ser pioner en un mecanisme de codificació per a un nombre únic representat per petits punts repartits per tota la zona d'impressió. Xerox va desenvolupar el codi d'identificació de la màquina «per apaivagar els temors que les seves copiadores en color es poguessin utilitzar per falsificar factures» i va rebre la patent dels Estats Units número 5515451.
L'octubre de 2004, els consumidors van escoltar per primera vegada informació sobre la característica oculta, quan les autoritats holandeses van utilitzar-la per localitzar falsificadors que havien utilitzat una impressora làser de color Canon. El novembre de 2004, PC World va informar que el codi d'identificació de la màquina s'havia utilitzat durant dècades en algunes impressores, cosa que permetia a les forces de l'ordre identificar i localitzar falsificadors. El Grup de dissuasió de falsificacions del banc central (CBCDG) però negà que s'hagués desenvolupat aquesta característica.

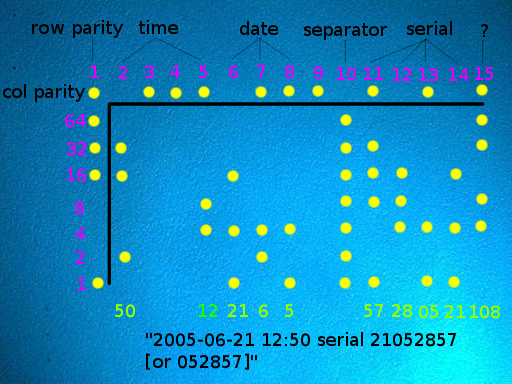
El procés de descodificació descobert per l'EFF.

El 2005, el grup de drets civils Electronic Frontier Foundation (EFF) va animar el públic a enviar exemples impresos i posteriorment va descodificar el patró. El patró s'ha demostrat en una àmplia gamma d'impressores de diferents fabricants i models. L'EFF va declarar el 2015 que els documents que prèviament van rebre a través de la FOIA suggerien que tots els principals fabricants d'impressores làser en color van signar un acord secret amb els governs per garantir que la producció d'aquestes impressores fos traçable per les anàlisis dels forenses.

## Aspectes tècnics

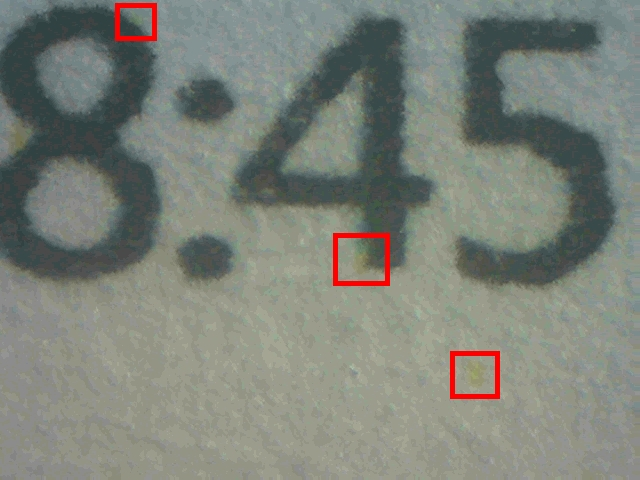
Punts grocs produïts per una impressora HP Color LaserJet CP1515n

El patró consisteix en una distribució matricial de punts grocs, que amb prou feines es pot veure a simple vista. Els punts tenen un diàmetre d'una dècima de mil·límetre (0,004") i un espaiat d'aproximadament un mil·límetre (0,039"). La seva disposició codifica el número de sèrie del dispositiu, la data i l'hora de la impressió i es repeteix diverses vegades a l'àrea d'impressió en cas d'errors. Per exemple, si el codi consta de 8 × 16 punts en un patró quadrat o hexagonal, s'estén per una superfície d'uns 4 cm² i apareix en un full de paper de mida A4 unes 150 vegades. Per tant, es pot analitzar encara que només hi hagi fragments o bocins disponibles. Algunes impressores disposen punts grocs en núvols de punts aparentment aleatoris.
Segons el Chaos Computer Club el 2005, les impressores en color deixen el codi en una matriu de 32 × 16 punts i, per tant, poden emmagatzemar 64 bytes de dades (64 × 8).
L'any 2011, Xerox va ser un dels pocs fabricants que va avisar sobre les pàgines marcades, afirmant en una descripció del producte: "El sistema d'impressió digital en color està equipat amb un sistema d'identificació i falsificació de bitllets contra falsificacions segons els requisits de nombrosos governs. Cada còpia es marca amb una etiqueta que, si cal, permet identificar el sistema d'impressió amb què es va crear. Aquest codi no és visible en condicions normals".
El 2018, els científics del TU Dresden van analitzar els patrons de 106 models d'impressores de 18 fabricants i van trobar quatre esquemes de codificació diferents.

## Visibilitat

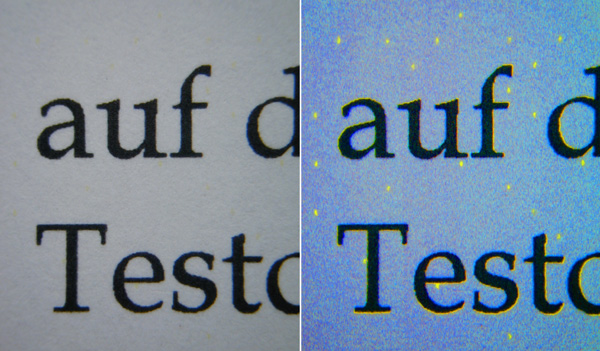
Punts grocs: petits punts grocs a la impressió que representen el codi ocult d'una impressora HP Color LaserJet 3700.

El codi d'identificació de la màquina es pot fer visible imprimint o copiant una pàgina i, posteriorment, escanejant una secció petita amb un escàner d'alta resolució. A continuació, es pot millorar el canal de color groc amb un programa de processament d'imatges, per fer que tots els punts del MIC siguin ben visibles. En bones condicions d'il·luminació, una lupa pot ser suficient per veure el patró. Sota la llum ultraviolada, els punts grocs es reconeixen clarament.

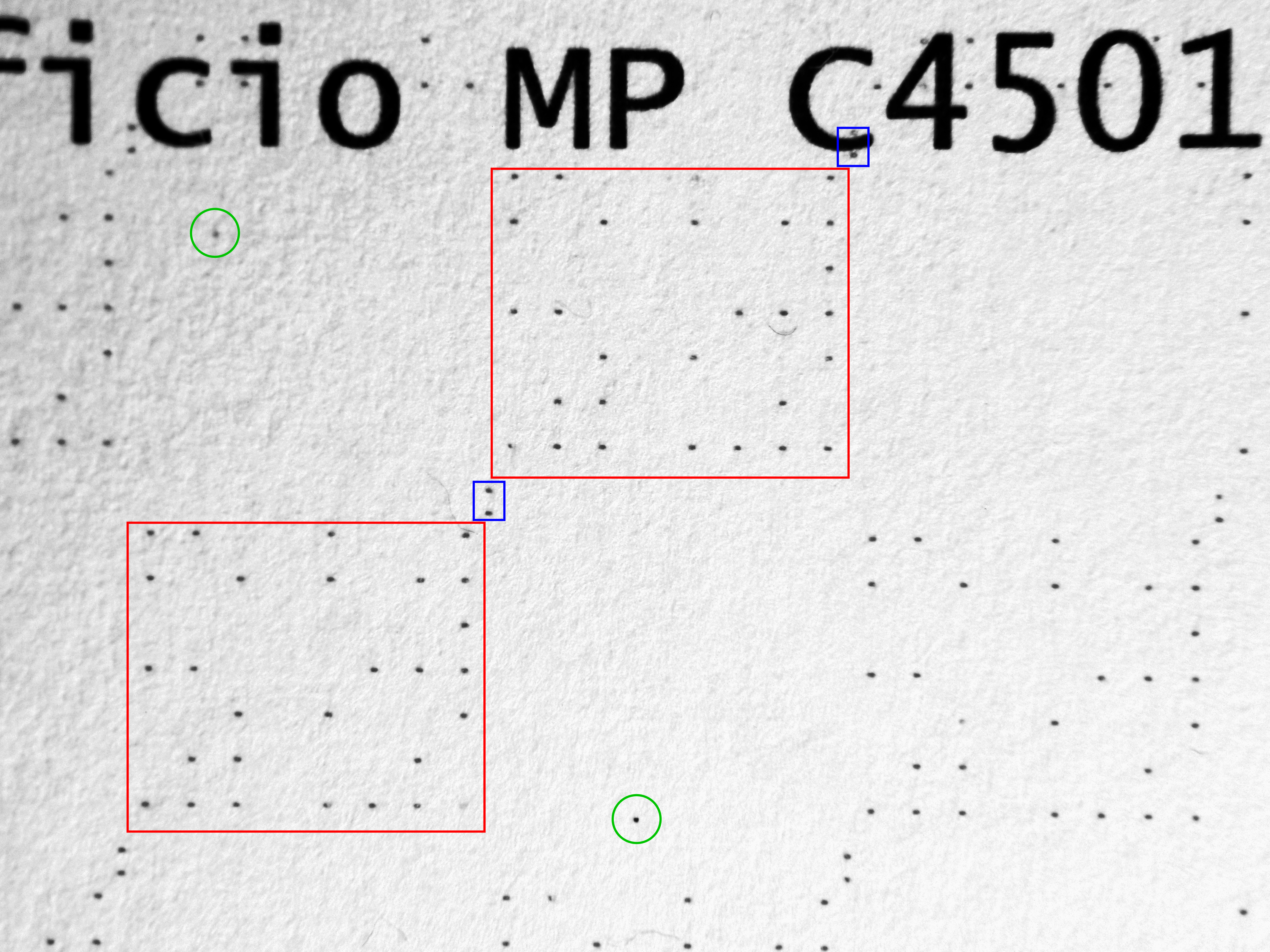
Codi d'identificació de màquina (MIC, punts grocs, punts de seguiment, punts secrets) sota llum ultraviolada en disposició regular (marques vermelles i blaves) i irregular (verd).

Mitjançant aquest procés esteganogràfic, es poden identificar còpies d'alta qualitat d'un original (per exemple, un bitllet bancari) amb llum blava. Es poden identificar fins i tot impressions triturades: l'any 2011 el desafiament "DARPA Shredder Challenge 2011" iniciat pel DARPA va ser resolt per un equip anomenat "All Your Shreds Are Belong To U.S." format per Otavio Good i dos col·legues.

## Protecció de la privadesa i eludir la identificació
Les còpies o impressions de documents amb informació personal confidencial, per exemple, informació sanitària, extractes de comptes, declaracions fiscals o balanços, es poden rastrejar fins al propietari de la impressora i es pot revelar la data de creació dels documents. Aquesta traçabilitat és desconeguda per a molts usuaris i és inaccessible, ja que els fabricants no difonen el codi que produeix aquests patrons. No és clar quines dades es poden transmetre involuntàriament amb una còpia o una impressió. En particular, no hi ha cap menció a la tècnica en els materials de suport de les impressores més afectades (excepcions veure més avall). El 2005 Electronic Frontier Foundation (EFF) va buscar un mètode de descodificació i va posar a disposició un script Python per a l'anàlisi.
El 2018, científics del TU Dresden van desenvolupar i publicar una eina per extreure i analitzar els codis esteganogràfics d'una impressora en color determinada i posteriorment per anonimitzar les impressions d'aquesta impressora. L'anonimització funciona imprimint punts grocs addicionals a sobre del codi d'identificació de la màquina. Els científics van fer que el programari estigués disponible per tal de donar suport als denunciants en els seus esforços per donar a conèixer les queixes.

## Processos comparables
Altres mètodes d'identificació no són tan fàcilment reconeixibles com els punts grocs. Per exemple, ja és possible una modulació de la intensitat del làser i una variació de les tonalitats de gris en els textos. L'any 2006, es desconeixia si els fabricants també utilitzaven aquestes tècniques.